# إيلين فورد
إيلين فورد (بالإنجليزية: Eileen Ford)‏ هي عارضة أمريكية، ولدت في 25 مارس 1922 في مانهاتن في الولايات المتحدة، وتوفيت في 9 يوليو 2014 في موريستاون في الولايات المتحدة بسبب مرض.

## وصلات خارجية
- إيلين فورد على موقع IMDb (الإنجليزية)
- إيلين فورد على موقع أول موفي (الإنجليزية)
- إيلين فورد على موقع قاعدة بيانات الفيلم (الإنجليزية)
- إيلين فورد على موقع كينوبويسك (الروسية)